# Ереванский русский драматический театр имени Константина Станиславского
Ереванский государственный русский драматический театр имени К. С. Станиславского — русский драматический театр в столице Армении — Ереване. Основан в 1937 году.

## История
Театр размещается в здании бывшего Клуба строителей, построенном в 1929 году бригадой ВОПРА — архитекторами К. Алабяном, Г. Кочаром и М. Мазманяном.
В своей репертуарной политике театр ориентирован на русскую классику, в то же время театр обращается и к армянской национальной драматургии, в историю вошли спектакли по произведениям Мурацана, А. Ширванзаде, Г. Сундукяна и ряда других классиков армянской литературы.
Советское время
Русский драматический театр был основан 15 ноября 1937 года. Открытие театра было ознаменовано постановкой спектакля «Очная ставка». В следующем году 1938 году театру присвоено имя К. С. Станиславского. В создании и становлении театра принимали участие армянские режиссёры, народные артисты Армении Л. Калантар, А. Бурджалян, А. Гулакян и другие. В театре свои первые шаги делал народный артист СССР, известный артист российского театра и кино Армен Джигарханян, а также Вера Бабичева и Геннадий Коротков.
В спектаклях театра принимали участие: Ю. Борисова, И. Ильинский, В. Самойлов и другие всем известные актеры.
В течение 52 лет, с 1965 года по 2017 год, художественным руководителем и главным режиссёром театра являлся Александр Самсонович Григорян (1936—2017), выпускник Ленинградского театрального института, ученик Леонида Вивьена.
В 1968—1983 годах директором театра был заслуженный деятель культуры Армянской ССР Иосиф Исаакович Козлинер.
Расцвет театра начинается с 1970-х годов, а это время в нём работает блестящий актерский ансамбль известный далеко за пределами республики. Театр Станиславского одним из первых в Советском Союзе поставил на своей сцене пьесы: «Гнездо глухаря» Виктора Розова, «Утиная охота» Александра Вампилова и «Восточная трибуна» Александр Галина.
Указом Президиума Верховного Совета СССР от 2 августа 1988 года за заслуги в развитии советского театрального искусства Государственный русский драматический театр имени К. Станиславского Армянской ССР был награждён орденом Дружбы народов.
Независимая Армения
В трудные для республики 1990-е годы, ереванский театр продолжает жить и работать. В театр пришло новое поколение актеров, которое, совместно со старшим поколением, знакомят ереванского зрителя с новыми постановками. Своё искусство театр представляет так же и за границей, принимает участие в различных фестивалях и культурных мероприятиях.
В 2001 году в Бресте на традиционном международном театральном фестивале «Белая Вежа» театр победил в номинации «Лучшая комедия». На прошедшем в Санкт-Петербурге с 5 по 13 апреля 2002 года 4-м международном фестивале русских театров стран СНГ и Балтии «Встречи в России», театр получил приз «За самое высокое атмосферное давление». В 2012 году, на вручении национальной театральной премии «Артавазд 2012», в номинации «Лучший спектакль», театру присуждается победа за спектакль — «Абанамат».

## Награды
Общие
- 1988 — орден Дружбы народов — за заслуги в развитии советского театрального искусства,
- 2001 — победа в номинации «Лучшая комедия» («Белая Вежа»),
- 2002 — национальная театральная премия «Лучший спектакль» («Артавазд 2002»), «Разоренный очаг», режиссёр Армен Элбакян,
- 2002 — приз «За самое высокое атмосферное давление»,
- 2012 — национальная театральная премия «Лучший спектакль» («Артавазд 2012»).
- 2015 — Благодарность Президента Российской Федерации (29 января 2015 года, Россия) — за большой вклад в укрепление российско-армянских культурных связей, сохранение традиций русского театрального искусства в Республике Армения[7].
- 2022 — премия зрительских симпатий «Звезда театрала» в номинации «Лучший русский театр за рубежом»[8].

Индивидуальные
Национальная премия «Артавазд»:
- Лучший режиссёр: 2013,
- Лучший актёр: 2010; 2013,
- Лучший актёр второго плана: 2011,
- Лучший молодой актёр: 2011; 2012,
- Лучшая актриса: 2010; 2011.